# Campeonato Europeo de Patinaje de Velocidad sobre Hielo en Distancia Individual de 2022
El III Campeonato Europeo de Patinaje de Velocidad sobre Hielo en Distancia Individual se celebró en Heerenveen (Países Bajos) del 7 al 9 de enero de 2022 bajo la organización de la Unión Internacional de Patinaje sobre Hielo (ISU) y la Federación Neerlandesa de Patinaje sobre Hielo.
Las competiciones se realizaron en el estadio de hielo Thialf de la ciudad holandesa.

## Medallistas

### Masculino
| Evento                          | Oro                                                                     | Plata                                                                                   | Bronce                                                                    |
| ------------------------------- | ----------------------------------------------------------------------- | --------------------------------------------------------------------------------------- | ------------------------------------------------------------------------- |
| 500 m (09.01)                   | Piotr Michalski · Polonia · 34,602 s                                    | Merijn Scheperkamp · Países Bajos · 34,616 s                                            | Dai Dai N'tab · Países Bajos · 34,764 s                                   |
| 1000 m (07.01)                  | Thomas Krol · Países Bajos · 1:07,776                                   | Kjeld Nuis · Países Bajos · 1:07,867                                                    | Kai Verbij · Países Bajos · 1:07,948                                      |
| 1500 m (09.01)                  | Kjeld Nuis · Países Bajos · 1:43,608                                    | Thomas Krol · Países Bajos · 1:43,916                                                   | Allan Dahl Johansson · Noruega · 1:44,164                                 |
| 5000 m (08.01)                  | Patrick Roest · Países Bajos · 6:11,545                                 | Jorrit Bergsma · Países Bajos · 6:13,474                                                | Hallgeir Engebråten · Noruega · 6:13,675                                  |
| Velocidad por equipos (08.01)   | Países Bajos · Merijn Scheperkamp · Kai Verbij · Tijmen Snel · 1:19,712 | Noruega · Bjørn Magnussen · Henrik Fagerli Rukke · Håvard Lorentzen · 1:19,830          | Polonia · Marek Kania · Damian Żurek · Piotr Michalski · 1:20,541         |
| Persecución por equipos (07.01) | Países Bajos · Sven Kramer · Marcel Bosker · Patrick Roest · 3:37,975   | Noruega · Allan Dahl Johansson · Hallgeir Engebråten · Sverre Lunde Pedersen · 3:38,920 | Italia · Andrea Giovannini · Davide Ghiotto · Michele Malfatti · 3:43,416 |
| Salida en grupo (09.01)         | Bart Swings · Bélgica · 7:33,030                                        | Livio Wenger · Suiza · 7:33,170                                                         | Ruslan Zajarov · Rusia · 7:33,510                                         |

### Femenino
| Evento                          | Oro                                                                        | Plata                                                                               | Bronce                                                                           |
| ------------------------------- | -------------------------------------------------------------------------- | ----------------------------------------------------------------------------------- | -------------------------------------------------------------------------------- |
| 500 m (08.01)                   | Femke Kok · Países Bajos · 37,325 s                                        | Anguelina Golikova · Rusia · 37,433 s                                               | Daria Kachanova · Rusia · 37,583 s                                               |
| 1000 m (09.01)                  | Jutta Leerdam · Países Bajos · 1:13,602                                    | Femke Kok · Países Bajos · 1:14,801                                                 | Daria Kachanova · Rusia · 1:14,943                                               |
| 1500 m (08.01)                  | Antoinette de Jong · Países Bajos · 1:53,812                               | Ireen Wüst · Países Bajos · 1:54,083                                                | Francesca Lollobrigida · Italia · 1:54,505                                       |
| 3000 m (07.01)                  | Irene Schouten · Países Bajos · 3:56,623                                   | Antoinette de Jong · Países Bajos · 3:59,796                                        | Francesca Lollobrigida · Italia · 4:00,615                                       |
| Velocidad por equipos (07.01)   | Polonia · Andżelika Wójcik · Kaja Ziomek · Karolina Bosiek · 1:27,265      | Bielorrusia · Yauheniya Varabiova · Hanna Nifantava · Yekaterina Sloyeva · 1:31,183 | Noruega · Julie Nistad Samsonsen · Martine Ripsrud · Ane By Farstad · 1:31,438   |
| Persecución por equipos (09.01) | Países Bajos · Antoinette de Jong · Irene Schouten · Ireen Wüst · 2:54,128 | Noruega · Marit Bøhm · Sofie Haugen · Ragne Wiklund · 2:58,544                      | Rusia · Yelizaveta Golubeva · Yevgueniya Lalenkova · Natalia Voronina · 2:59,323 |
| Salida en grupo (09.01)         | Irene Schouten · Países Bajos · 8:27,980                                   | Marijke Groenewoud · Países Bajos · 8:28,160                                        | Yelizaveta Golubeva · Rusia · 8:28,790                                           |

## Medallero
| Núm. | País         | Oro | Plata | Bronce | Total |
| ---- | ------------ | --- | ----- | ------ | ----- |
| 1    | Países Bajos | 11  | 8     | 2      | 21    |
| 2    | Polonia      | 2   | 0     | 1      | 3     |
| 3    | Bélgica      | 1   | 0     | 0      | 1     |
| 4    | Noruega      | 0   | 3     | 3      | 6     |
| 5    | Rusia        | 0   | 1     | 5      | 6     |
| 6    | Bielorrusia  | 0   | 1     | 0      | 1     |
| 6    | Suiza        | 0   | 1     | 0      | 1     |
| 8    | Italia       | 0   | 0     | 3      | 3     |
|      | TOTAL        | 14  | 14    | 14     | 42    |